# Борис Лятошински
Борис Николаевич Лятошински (на украински: Бори́с Миколáйович Лятоши́нський, на руски: Бори́с Николаевич Лятоши́нский) е украински композитор, диригент и педагог. Водещ представител на новото поколение украински композитори от ХХ век, той е удостоен с редица отличия, включително почетното звание Народен артист на Украинската ССР и две Сталински награди.

## Биография
Роден е на 3 януари 1895 г. в Житомир, Руска империя (дн. Украйна). Родителите му са музикални и добре образовани, а синът им получава основното си образование у дома. Борис има по-голяма сестра Нина. Семейство Лятошински живее в малки и големи градове на Украйна по време на детството на Борис. 
В дома на Лятошински полската литература и история са на особена почит. Като момче Борис чете много, особено историческите и романтичните произведения на Хенрик Сенкевич и Стефан Жеромски. Той подписва ранните си музикални композиции с псевдонима „Борис Якша Лятошински“, използвайки името на полски рицар, участвал в битката при Грюнвалд. Най-ранните му произведения включват мазурки, валсове и шопеново скерцо и почти не приличат на композициите, които пише по-късно в живота си. Наличието на полска страна в семейството на Лятошински води до това, че полските теми са централни за голяма част от творчеството му. Житомир е културен и административен център на регион, отдавна обитаван от етнически поляци, а първият му учител по музика е от полски произход.
Лятошински завършва Житомирската гимназия през 1913 г. и постъпва в Юридическия факултет на Киевския университет. През 1914 г. за първи път среща бъдещата си съпруга Маргарита Царевич.
След дипломирането си Лятошински е назначен да преподава музика в Киевската консерватория. През 1910-те години Лятошински написва 31 произведения в различни музикални жанрове. През 30-те години на ХХ век той пътува до Таджикистан, за да изучава народна музика и да композира балет за живота на местните хора. От 1935 до 1938 г. и от 1941 до 1944 г. преподава оркестрация в Московската консерватория.
По време на войната Лятошински е евакуиран и преподава във филиала на консерваторията в Саратов, където работи върху аранжименти на украински песни и организира транспортирането на украински музикални ръкописи на безопасно място. Племенницата на композитора, Ия Сергеевна Царевич, е отгледана в къщата на композитора от петгодишна възраст. Тя си спомня, когато германските войски използват киевската къща на Лятошински на улица „Ленин“ като щаб. Тъй като всички вещи в къщата са застрашени от изчезване, тъстът на Лятошински използва ръчна количка, за да отнесе всички документи на композитора в семейната дача във Ворзел, извън Киев, където те са съхранявани до края на войната. 
Основните творби на Лятошински са неговите опери „Златният пръстен“ (1929) и „Щорс“ (1937), пет симфонии, увертюрата върху четири украински народни теми (1926), сюитите „Тарас Шевченко“ (1952) и „Ромео и Жулиета“ (1955), симфоничната поема „Гражина“ (1955), неговия „Славянски“ концерт за пиано (1953) и завършването и оркестрацията на концерта за цигулка на Райнхолд Глиер (1956). Докато е жив, много от неговите композиции са изпълнявани рядко или никога. Запис на неговите симфонии от 1993 г. за първи път представя музиката му на световната публика.
Въпреки че музиката му е критикувана от съветските власти, които официално забраняват композиции като неговата Втора симфония, Лятошински никога не се е придържал към стила на социалистическия реализъм. Музиката му е написана в модерен европейски стил и умело включва украински теми. Ранният му музикален стил е повлиян от семейството, учителите му (включително Глиер) и от Маргарита Царевич. Наличието на полска страна в семейството на Лятошински води до това, че полските теми са централни за много от неговите творби. Той черпи вдъхновение за ранните си композиции и от други композитори като Чайковски, Глазунов и Скрябин. Музикалният му стил по-късно се развива в посока, предпочитана от Шостакович. Съветски и украински композитори, които са учили при Лятошински и са повлияни от него, включват Мирослав Скорик и Валентин Силвестров.
Лятошински умира на 15 април 1968 г. в Киев.

## Памет и наследство
Лятошински е един от най-уважаваните и влиятелни украински композитори на ХХ век и ключова фигура на модерната школа в украинската музика, чиито произведения последователно демонстрират неговото майсторство в композицията и оркестрацията. Според The New Grove Dictionary of Music and Musicians той е един от тримата украински творци от първата половина на ХХ век, получили международно признание, и най-завършеният украински композитор след смъртта на Дмитрий Бортнянски през 1825 г.
На 28 октомври 2018 г. Лутеранската църква „Св. Екатерина“ в Киев е домакин на концерт „Под есенните звезди“, включващ хорови творби на Лятошински, първата колекция от хоровото наследство на композитора, създадена след обявяването на независимостта на Украйна.
В къща Уварови, Ворзел, има постоянна изложба за Лятошински.

### Цитирана литература
- Baley, Virko (2001). Lyatoshyns′ky, Borys Mykolayovych. Grove Music Online (8th ed.). Oxford University Press. ISBN 978-1-56159-263-0.
- Gruzin, D.V. (2009). Lyatoshynsky Borys Mykolayovych. In Smoliy, V.A. (ed.). Encyclopedia of the History of Ukraine (in Ukrainian). Vol. 6 La-Mi. Institute of History of Ukraine.
- Lyatoshynsky, Boris; Grisenko, L.; Matusevych, N. I.; Belza, Igor (1986). Воспоминания, письма, материалы в 2-х частях: Письма, материалы. (in Russian). Kyiv: Musical Ukraine. OCLC 15473433.
- Oliynyk, Svetlana. Five preludes for piano by B. Lyatoshynsky: figurative-thematic concept of the cycle //  Contemporary Music in the Modern World: A Collection of Scientific Papers.   Zhytomyr, Zhytomyr State University Library, 2012. с. 29 – 31.
- Samokhvalov, Victor Yakovlevich. Borys Lyatoshynsky. 2nd.   Kyiv, Musical Ukraine, 1973. (на украински)
- Savchuk, Igor; Gomon, Tatiana (2019). Borys Lyatoshinskiy's early work: semantic aspect. Art History of Ukraine (in Ukrainian and English) (19): 169–182. doi:10.31500/2309-8155.19.2019.185990. ISSN 2309-8155. S2CID 242333813.